# Max & Maestro
Max & Maestro è una serie televisiva d'animazione co-prodotta da Rai Ragazzi, France Télévisions e HR. La serie narra dell'incontro tra un ragazzo appassionato di videogiochi e musica rap e il maestro Daniel Barenboim, trasposto in versione animata. In ogni episodio viene fatto conoscere allo spettatore un brano di musica classica (risuonato per l'occasione da Barenboim) e se ne analizzano le caratteristiche più importanti, confrontando gli stati d'animo generati dalla musica con i comportamenti e le vicissitudini dei protagonisti.

## Trama
Max è un ragazzo a capo dei Ninja furiosi, un gruppo rap del quale fanno parte i suoi amici Zachary, Leo e Lara. Un giorno però, Max entra in casa del pianista Daniel Barenboim per recuperare il pallone da calcio e resta affascinato dalla musica che sta suonando. Quando torna a fargli visita, Max confessa al maestro di preferire la sua musica classica al rap e lui decide di prenderlo come suo allievo. Max ha 11 anni e ha del talento e Lara lo sprona ad accettare la proposta di Barenboim dicendogli che è giusto inseguire le passioni personali. Da quel momento Max tiene segreti tutti gli incontri che avrà con il suo maestro per non essere preso in giro dai suoi amici e, allo stesso tempo, imparerà sempre più cose sulla musica classica.

## Personaggi
Max
Doppiato da: Alessio De Filippis
Un ragazzo appassionato di musica rap, che passando del tempo in compagnia del maestro Barenboim, imparerà ad apprezzare la musica classica.
Daniel Barenboim
Doppiato da: Roberto Certomà
Un pianista e direttore d'orchestra che vive solo in una grande casa. Insegnerà a Max ad ascoltare e a suonare la vera musica, avendo visto in lui un grande talento.
Zachary
Doppiato da: Francesco Falco
Leo
Doppiato da: Federico Campaiola
Lara
Doppiata da: Paola Majano
Sandra
Doppiata da: Perla Liberatori

## Episodi
| N° | Titolo originale                 | Titolo italiano                   | Opera musicale | Prima TV francese | Prima TV italiana |
| -- | -------------------------------- | --------------------------------- | --- | ----------------- | ----------------- |
| 1  | L'oreille supersonique           | Un orecchio supersonico           | Preludio n. 1 in Do maggiore, da Il Clavicembalo ben temperato, Libro I di Johann Sebastian Bach | 26 marzo 2018     | 7 maggio 2018     |
| 2  | Le truc qui marche               | La marcia di Max                  | "Marcia turca", terzo movimento della Sonata per pianoforte n. 11 in La maggiore, K 331 di Wolfgang Amadeus Mozart | 26 marzo 2018     | 7 maggio 2018     |
| 3  | La surprise                      | La sorpresa                       | Sinfonia n. 94 di Franz Joseph Haydn | 27 marzo 2018     | 8 maggio 2018     |
| 4  | Le secret de Lamia               | Il segreto di Lara                | Valzer op. 64 n. 1 e Notturno n. 20 di Fryderyk Chopin | 28 marzo 2018     | 8 maggio 2018     |
| 5  | L'oreille de son maître          | L'orecchio del maestro            | Rapsodia ungherese n. 2 di Franz Liszt | 29 marzo 2018     | 9 maggio 2018     |
| 6  | Que l'intensité soit avec toi    | Arrivare al cuore                 | Notturno n. 13 in Do minore, Op. 48 n. 1 di Fryderyk Chopin | 30 marzo 2018     | 9 maggio 2018     |
| 7  | Le défi                          | La sfida                          | Solfeggietto di Carl Philipp Emanuel Bach | 2 aprile 2018     | 10 maggio 2018    |
| 8  | Edouard et les ninjas            | Edoardo e i ninja                 | Sonata per tastiera in Do maggiore, K 159 di Domenico Scarlatti | 3 aprile 2018     | 17 luglio 2018    |
| 9  | Le pianiste masqué               | Il pianista mascherato            | Primo movimento del Concerto per pianoforte e orchestra n. 20 di Wolfgang Amadeus Mozart e terzo movimento del Quintetto per pianoforte e archi in la maggiore di Franz Schubert                                            | 4 aprile 2018     | 10 maggio 2018    |
| 10 | Tempête en aquarium              | Tempesta nell'acquario            | "Acquario" da Il carnevale degli animali di Camille Saint-Saëns | 6 aprile 2018     | 11 maggio 2018    |
| 11 | Léon in love                     | Leo in love                       | Per Elisa di Ludwig van Beethoven | 8 aprile 2018     | 11 maggio 2018    |
| 12 | Le triangle de Carmen            | Il triangolo di Carmen            | "Les toréadors" dalla Carmen Suite n. 1 di Georges Bizet | 9 aprile 2018     | 12 maggio 2018    |
| 13 | Famille au top                   | Famiglia al top                   | Polacca in La bemolle maggiore Op. 53 "Eroica" di Fryderyk Chopin | 10 aprile 2018    | 12 maggio 2018    |
| 14 | La guerre des musiques           | La battaglia musicale             | Danza ungherese n. 5 di Johannes Brahms | 11 aprile 2018    | 13 maggio 2018    |
| 15 | Question d'honneur               | Questione d'onore                 | "Allegro con spirito", primo movimento della Sonata in re maggiore per due pianoforti, K 448 di Wolfgang Amadeus Mozart | 12 aprile 2018    | 20 giugno 2018    |
| 16 | Le champion de piano             | Campione di piano                 | "Allegro ma non troppo", terzo movimento della Sonata per pianoforte n. 23 in Fa minore, Op. 57 "Appassionata" di Ludwig van Beethoven                                                                                      | 13 aprile 2018    | 13 maggio 2018    |
| 17 | Max, Motus et Maestro            | Silenzio!                         | "Molto vivace", secondo movimento della Sinfonia n. 9 di Ludwig van Beethoven | 16 aprile 2018    | 14 maggio 2018    |
| 18 | Le couak de Bak                  | La nota stonata di Zac            | Lied Heidenröslein, D. 257 e "Allegro ma non troppo", quarto movimento della Sonata per pianoforte n. 21 in Si bemolle maggiore, D. 960 di Franz Schubert                                                                   | 17 aprile 2018    | 21 giugno 2018    |
| 19 | Hors jeu                         | Fuorigioco                        | Alborada del gracioso, M. 43 di Maurice Ravel | 18 aprile 2018    | 22 giugno 2018    |
| 20 | M comme Mozart                   | M di Mozart                       | "Allegro", primo movimento della Sonata per pianoforte n. 16 in Do maggiore, K 545 di Wolfgang Amadeus Mozart | 19 aprile 2018    | 13 luglio 2018    |
| 21 | La danse de Lamia                | La danza di Lara                  | Valzer Op. 64 n. 2 di Fryderyk Chopin | 20 aprile 2018    | 22 giugno 52018   |
| 22 | Mission: harmonie                | Missione armonia                  | Improvviso n. 2 in La bemolle maggiore: "Allegretto", dai Quattro Impromptus per pianoforte, Op. 142, D. 935 di Franz Schubert                                                                                              | 23 aprile 2018    | 23 giugno 2018    |
| 23 | La sourde oreille                | Il musicista sordo                | "Mit Lebhaftigkeit und durchaus mit Empfindung und Ausdruck", primo movimento della Sonata per pianoforte n. 27 in Mi minore, Op. 90 di Ludwig van Beethoven                                                                | 26 aprile 2018    | 23 giugno 2018    |
| 24 | Plein la vue                     | Fare colpo                        | "Allegro moderato", primo movimento della Sonata in La minore per arpeggione e pianoforte, D. 821 di Franz Schubert | 29 aprile 2018    | 24 giugno 2018    |
| 25 | Quator pour un oeuf              | Quartetto con un uovo             | "Allegro", primo movimento del Quartetto per pianoforte n. 1, Op. 25 di Johannes Brahms | 3 maggio 2018     | 24 giugno 2018    |
| 26 | Max à part                       | Senza Max                         | Boléro, M. 81 di Maurice Ravel | 5 maggio 2018     | 25 giugno 2018    |
| 27 | Entre les deux, mon cœur balance | Tra i due                         | Cavalcata delle Valchirie, dall'atto terzo de La Valchiria di Richard Wagner e Marcia trionfale dall'atto secondo di Aida di Giuseppe Verdi                                                                                 | 7 maggio 2018     | 25 giugno 2018    |
| 28 | Le choix de Max                  | La scelta di Max                  | Preludio. "Allegro" - "Andante" - "Presto", dalla Paraphrase de concert sur Rigoletto, S. 434 di Franz Liszt | 10 maggio 2018    | 26 giugno 2018    |
| 29 | Aide-toi la musique t'aidera     | Aiutati, la musica ti aiuterà     | "Allegro", primo movimento del Concerto per violino n. 1 in Mi maggiore, Op. 8, RV 269 "La Primavera" e "Largo", secondo movimento del Concerto per violino n. 4 in Fa minore, Op. 8, RV 297 "L'inverno" di Antonio Vivaldi | 12 maggio 2018    | 26 giugno 2018    |
| 30 | La sorcière du parc              | La strega del parco               | "Promenade" e "Gnomus" dai Quadri da un'esposizione di Modest Musorgskij | 14 maggio 2018    | 27 giugno 2018    |
| 31 | Couleur tango                    | Effetto tango                     | "Tango", secondo movimento della suite España, Op.165 di Isaac Albéniz | 21 maggio 2018    | 27 giugno 2018    |
| 32 | Que le meilleur gagne            | Che vinca il migliore             | "Allegro", primo movimento del Concerto per pianoforte e orchestra n. 24, K 491 di Wolfgang Amadeus Mozart | 24 maggio 2018    | 28 giugno 2018    |
| 33 | Plaisir d'offrir                 | Il piacere di offrire             | "Allegretto", primo movimento della Sonata per clarinetto e pianoforte, Op. 167 di Camille Saint-Saëns | 28 maggio 2018    | 28 giugno 2018    |
| 34 | L'audition de Léo                | L'audizione di Leo                | "Allegro ma non troppo", quarto movimento della Sonata per pianoforte n. 21 in Si bemolle maggiore, D. 960 di Franz Schubert                                                                                                | 2 giugno 2018     | 14 luglio 2018    |
| 35 | Copier coller                    | Copia incolla                     | Notturno III: "O lieb, so lang du lieben kannst", Liebestraum n. 3 in La bemolle maggiore, dai Liebesträume, S. 541 di Franz Liszt                                                                                          | 5 giugno 2018     | 15 luglio 2018    |
| 36 | Accord impossible                | Un accordo impossibile            | "Allegro con spirito", primo movimento della Sonata per pianoforte n. 9 in Re maggiore, K 311 di Wolfgang Amadeus Mozart | 8 giugno 2018     | 15 luglio 2018    |
| 37 | Pas si simple                    | Semplice è difficile              | Berceuse di Johannes Brahms | 9 giugno 2018     | 15 luglio 2018    |
| 38 | Lamia s'en va                    | Lara va via                       | Romanza n. 6, "Allegretto" in Fa diesis maggiore "Venezianisches Gondellied", dalle Romanze senza parole, Op. 30 di Felix Mendelssohn                                                                                       | 11 giugno 2018    | 16 luglio 2018    |
| 39 | Max en crescendo                 | Max in crescendo                  | "Presto agitato", terzo movimento della Sonata per pianoforte n. 14 in Do diesis minore, Op. 27 n. 2 "Chiaro di Luna" di Ludwig van Beethoven                                                                               | 14 giugno 2018    | 16 luglio 2018    |
| 40 | Le dragon du manoir              | Il drago della villa              | Mefisto valzer n. 1, S. 514 di Franz Liszt | 16 giugno 2018    | 17 luglio 2018    |
| 41 | Penalty                          | Bomber                            | "Allegro maestoso", primo movimento della Sonata per pianoforte n. 8 in La minore, K 310 di Wolfgang Amadeus Mozart | 17 giugno 2018    | 17 luglio 2018    |
| 42 | Miroir, mon beau miroir          | Specchio, specchio delle mie      | Notturno n. 1 in Si bemolle maggiore, Op. 9 n. 1 di Fryderyk Chopin | 20 giugno 2018    | 18 luglio 2018    |
| 43 | Le come back de Didier           | Il ritorno di Didier              | Salut d'amour di Edward Elgar | 20 giugno 2018    | 18 luglio 2018    |
| 44 | Super Omar                       | Super Omar                        | "Lento placido", Consolazione n. 3 in Re bemolle maggiore, dalle 6 Consolations, S. 172 di Franz Liszt | 22 giugno 2018    | 19 luglio 2018    |
| 45 | L'amie d'enfance                 | L'amica d'infanzia                | "Intermezzo (Colla più grande energia)", quarto movimento del "Faschingsschwank aus Wien", Op. 26 di Robert Schumann | 24 giugno 2018    | 19 luglio 2018    |
| 46 | Bienvenue au club                | Benvenuto nel club                | "Impromptu", primo brano dei "4 Pièces caractéristiques", Op. 5 di Clara Schumann | 27 giugno 2018    | 20 luglio 2018    |
| 47 | La tête dans les nuages          | La testa fra le nuvole            | La mer, jeux de vagues L 109 concerto per piano di Claude Debussy | 29 giugno 2018    | 7 agosto 2018     |
| 48 | Savoir oublier                   | Saper dimenticare                 | "Allegro", primo movimento della Serenata in Sol maggiore, K. 525 "Eine kleine Nachtmusik" di Wolfgang Amadeus Mozart | 1º luglio 2018    | 20 luglio 2018    |
| 49 | La fine équipe                   | Una bella squadra                 | "Andantino", studio n. 3 dai "6 Studien in kanonisher Form", Op. 56 di Robert Schumann (trascrizione per 2 pianoforti) | 2 luglio 2018     | 21 luglio 2018    |
| 50 | Le clair de lune de Malika       | Il chiaro di luna di Malika       | "Claire de lune", terzo movimento della Suite bergamasque di Claude Debussy | 5 luglio 2018     | 21 luglio 2018    |
| 51 | Le prodige inconnu 1ère partie   | Il prodigio sconosciuto - parte 1 | Fantaisie-Impromptu Op. 66 di Fryderyk Chopin | 7 luglio 2018     | 22 luglio 2018    |
| 52 | Le prodige inconnu 2ème partie   | Il prodigio sconosciuto - parte 2 | Fantaisie-Impromptu Op. 66 di Fryderyk Chopin | 8 luglio 2018     | 22 luglio 2018    |